# Willibald Kreß
Willibald Kreß (Francoforte sul Meno, 13 novembre 1906 – 27 gennaio 1989) è stato un calciatore e allenatore di calcio tedesco, di ruolo portiere.

## Carriera
Fu convocato da Otto Nerz a difendere i pali della Germania ai Mondiali di Italia 1934.

## Palmarès
- Campionato tedesco: 2

Dresdner SC: 1942-1943, 1943-1944
- Coppa di Germania: 2

Dresdner SC: 1940, 1941
- Supercoppa di Germania: 1

Dresdner FC: 1940